# RTN (canal de televisión)
RTN es un canal de televisión abierta argentino que transmite desde la ciudad de Neuquén. El canal se llega a ver en gran parte de la Provincia del Neuquén. Es operado por el Gobierno de la Provincia del Neuquén a través de la empresa pública Radio y Televisión del Neuquén.

## Historia
RTN inició sus transmisiones regulares en octubre de 2009, luego de transmitir de forma experimental durante el mes de septiembre a través de un canal de la empresa Davitel de TV por cable. La señal fue creada por la estatal Radio y Televisión del Neuquén.
El 11 de abril de 2011, RTN comenzó a emitir por aire de forma regular a través del Canal 8. Para febrero de 2019, el canal analógico no estaba transmitiendo la programación de la señal estatal.
El 24 de junio de 2011, la Autoridad Federal de Servicios de Comunicación Audiovisual, mediante la Resolución 689, le asignó al gobierno provincial el Canal 28 en la banda de UHF para emitir en la Televisión Digital Terrestre. El 28 de julio, se dio a conocer que el canal asignado sería utilizado para emitir la señal de RTN.
El 4 de junio de 2015, la Autoridad Federal de Servicios de Comunicación Audiovisual, mediante la Resolución 372, le asignó al gobierno provincial el Canal 28.1 para emitir de forma regular (en formato HD) en la Televisión Digital Terrestre.
En agosto de 2016, los canales públicos de la Patagonia (incluido RTN) conformaron la «Red Patagónica de la Televisión Pública» con el objetivo de permitir a los televidentes acceder a un noticiero regional patagónico con información de actualidad política, económica, deportiva, cultural y turística.

## Programación
Actualmente, parte de la programación del canal consiste en transmitir contenidos de origen regional (varios de ellos producidos por RTN), entre ellos se destacan A Diario (noticiero de la mañana) y Reflejo Neuquino (programa de interés general que se emite también por radio).
Además, el canal transmite contenidos del Banco Audiovisual de Contenidos Universales Argentino (BACUA) y del Instituto Nacional de Cine y Artes Audiovisuales (INCAA) mediante un acuerdo de intercambio de contenidos.

## Servicio informativo
El canal posee un servicio informativo con principal enfoque en las noticias provinciales. Actualmente posee solo posee el noticiero matutino A Diario que se emite de lunes a viernes entre las 07:00 y las 09:00, y que también es emitido en simultáneo por las repetidoras de Canal 7 (del Grupo Telefe) que pertenecen al Estado Provincial.
Previo a la creación de su señal televisiva, RTN producía un informativo propio que se emitía temprano a la mañana por la red de repetidoras de Canal 7.
El 10 de mayo de 2010, RTN lanzó un informativo propio para su canal de TV de 30 minutos de duración (llamado Noticias RTN) que se emitía de lunes a viernes a las 12:30. Para el 2015, el noticiero duraba 1 hora y se emitía desde las 12:00.